# بورت مارغوت
بورت مارغوت أو ميناء مارغوت هي مدينة من مدن هايتي. يبلغ عدد سكانها 36,937 نسمة وذلك حسب إحصائيات سنة 2003. يبلغ ارتفاع المدينة عن سطح البحر قرابة 108 متر.

## أعلام
- جودلين افيسكا